# 진공 커피 메이커

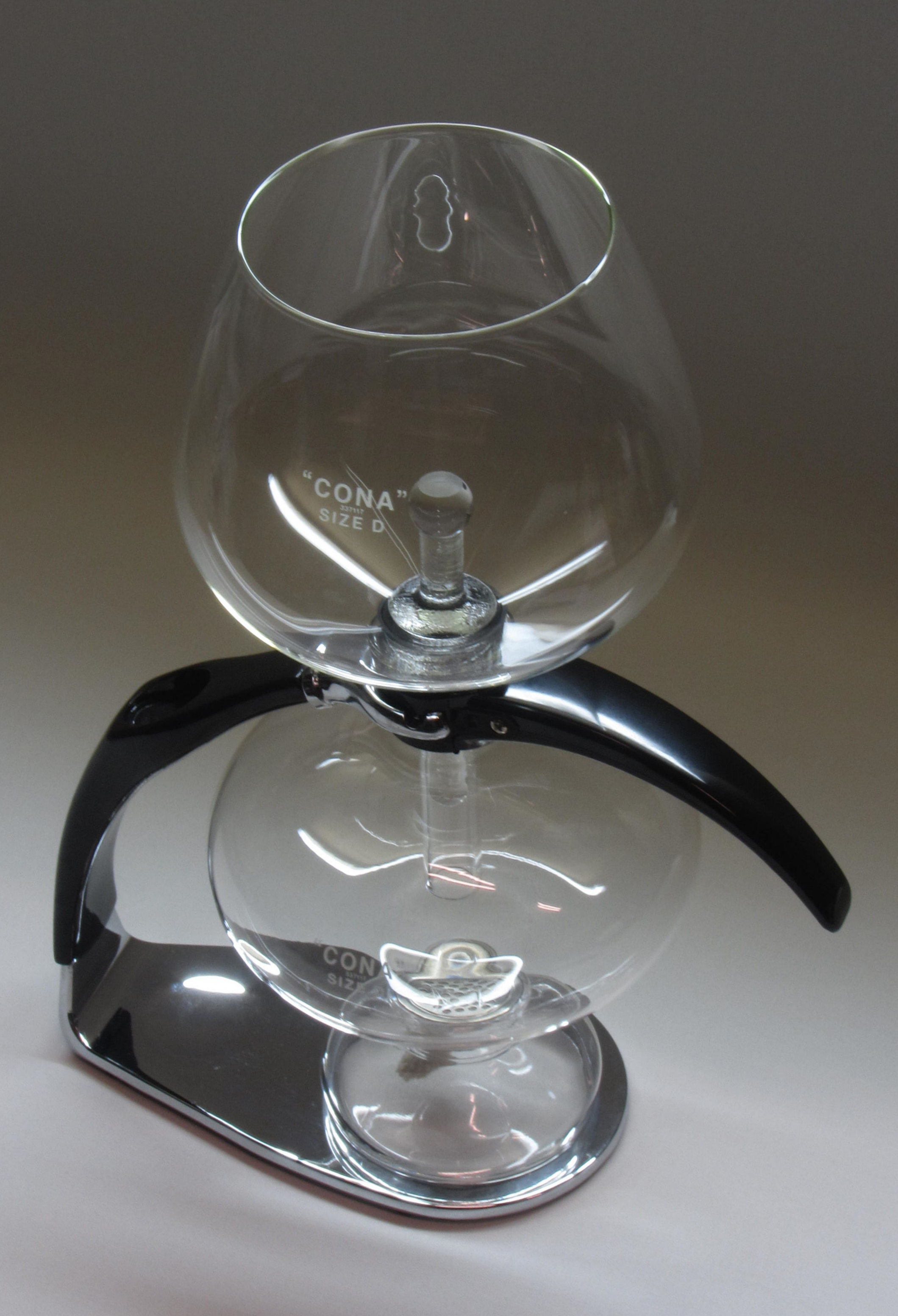
진공 커피 메이커

진공 커피 메이커(Vacuum coffee maker) 또는 진공 커피 포트는 증기압과 중력을 이용하여 커피를 추출하는 두 개의 챔버를 사용한다. 이러한 유형의 커피 메이커는 진공 포트, 사이펀 또는 사이펀 커피 메이커라고도 하며, 1830년대 베를린의 뢰프(Loeff)가 발명했다.

## 역사와 디자인
이러한 장치는 발명 이후 세계 여러 곳에서 사용되었다. 진공 커피 메이커는 일반적으로 일상적으로 사용하기에는 지나치게 복잡했지만, 맑은 커피를 추출할 수 있다는 점에서 높이 평가되었으며, 20세기 중반까지 상당한 인기를 누렸다. 진공 커피 메이커는 일본과 대만을 포함한 일부 아시아 지역에서 여전히 인기가 높다.
진공 커피 메이커의 디자인과 구성은 다양하다. 챔버 재질은 붕규산 유리, 금속 또는 플라스틱이며, 필터는 유리 막대 또는 금속, 천, 종이 또는 나일론으로 만든 스크린일 수 있다. 1840년 제임스 로버트 네피어(James Robert Napier)가 선보인 네이피어 진공 기계(Napier Vacuum Machine)는 진공 추출 과정의 초기 사례이다. 이 장치에 대한 바우하우스적 해석은 1925년 게르하르트 마르크스(Gerhard Marcks)의 신트락스(Sintrax) 커피 메이커에서 찾아볼 수 있다.

### 밸런스 사이펀
이 원리의 초기 변형으로 밸런스 사이펀 또는 벨기에식 브루어(Belgian Brewer)가 있다. 이 방식은 두 개의 챔버가 저울 모양의 장치에 나란히 배치되어 있고, 가열된 챔버에는 균형추가 부착되어 있다. 증기가 뜨거운 물을 밀어내면 균형추가 스프링이 장착된 스너퍼(snuffer)를 작동시켜 불꽃을 끄고 초기 챔버를 식혀 압력을 낮추고(진공을 형성) 추출된 커피가 스며들게 한다.

### 자동 버전
2022년, 타이거 코퍼레이션(Tiger Corporation)은 진공 커피 메이커 원리를 기반으로 한 자동 커피 메이커인 시포니스타(Siphonysta)를 출시했다. 시포니스타의 가열은 전기로 이루어지며, 챔버는 플라스틱("수지")으로 제작되었다.